# Abdul Rashid (Hockeyspieler, 1947)
Abdul Rashid (* 3. März 1947 in Bannu; † 4. November 2020 in Islamabad) war ein pakistanischer Hockeyspieler. Er gewann drei olympische Medaillen (einmal Gold, einmal Silber, einmal Bronze) und zwei Goldmedaillen bei Asienspielen.

## Sportliche Karriere
Abdul Rashids erstes großes Turnier waren die Olympischen Spiele 1968 in Mexiko-Stadt. Dort setzte sich die pakistanische Nationalmannschaft in der Vorrunde mit sieben Siegen in sieben Spielen durch. Nach einem Halbfinalsieg über die deutsche Mannschaft gewannen die Pakistaner das Finale gegen die Australier, wobei Rashid das erste Tor im Finale erzielte. Abdul Rashid war mit sieben Toren der erfolgreichste Torschütze seiner Mannschaft und zusammen mit zwei weiteren Spielern erfolgreichster Torschütze des Turniers.
1970 fanden die Asienspiele in Bangkok statt, die Pakistaner gewannen die Goldmedaille. Auch in seinem dritten großen Turnier bei den Olympischen Spielen 1972 in München erreichte Rashid mit der pakistanischen Mannschaft das Finale, dort unterlagen die Titelverteidiger der deutschen Mannschaft. Da sich die Pakistaner benachteiligt fühlten und dies bei der Siegerehrung sehr deutlich zum Ausdruck brachten und auch die Dopingprobe verweigerten, wurden sie zunächst disqualifiziert. Nach erfolgreichem Protest wurden alle Spieler bis auf drei begnadigt. Mit sechs erzielten Treffern war Abdul Rashid wie vier Jahre zuvor erfolgreichster Torschütze seiner Mannschaft.
1974 siegte Abdul Rashid mit der pakistanischen Mannschaft bei den Asienspielen in Teheran. Bei seiner dritten Olympiateilnahme 1976 in Montreal verpasste Pakistan mit einer Halbfinalniederlage gegen die Australier den Finaleinzug. Das Spiel um die Bronzemedaille gewannen die Pakistaner gegen die niederländische Mannschaft. Abdul Rashid erzielte in Montreal drei Tore.